# 天中軒月子 (3代目)
三代目 天中軒 月子（てんちゅうけん つきこ、 3月14日 - ）は、静岡県湖西市出身の浪曲師。湖西市ふるさと大使。国際調理師学院卒業。一般社団法人日本浪曲協会・公益社団法人浪曲親友協会所属。定紋は『上がり藤』。

## 経歴
1983年から「西奈実栄」の芸名で民謡・演歌歌手として活動、民謡歌手として数々の賞を受賞。
歌手活動中に出会った二代目天中軒月子（当時）の声を聴いて凄いと思い、2010年9月に入門。浪曲師として「天中軒涼月」の名をもらう。
2019年10月、浅草公会堂豪華浪曲大会で「三代目 天中軒月子」を襲名。

## 主な演目
『発明王豊田佐吉』『東男に京女』『ああ横綱玉の海』『旅人』など。

## ラジオ出演
- 『それ行け!歌謡道中』アール・エフ・ラジオ日本 毎週土曜日 午前0：00 〜 ※2022年10月 - 2023年8月まで出演していた。